# 心叶脆蒴报春
心叶脆蒴报春（学名：Primula tanneri），为报春花科报春花属下的一个植物种。